# Stereopsis (geslacht)
Stereopsis is een geslacht in de familie Steccherinaceae. De typesoort is Stereopsis radicans.

## Soorten
Volgens Index Fungorum telt het geslacht 17 soorten (peildatum april 2022):
| Soortnaam                                  | Auteur(s)                                   | Publicatiejaar |
| ------------------------------------------ | ------------------------------------------- | -------------- |
| Stereopsis albida                          | Ryvarden                                    | 2013           |
| Stereopsis burtiana                        | (Peck) D.A. Reid                            | 1965           |
| Stereopsis cartilaginea                    | (Massee) D.A. Reid                          | 1965           |
| Stereopsis crassipileata                   | Z.T. Guo                                    | 1987           |
| Stereopsis globosa                         | (Hjortstam & Ryvarden) Sjökvist             | 2013           |
| Stereopsis gracilistipitata                | Z.T. Guo                                    | 1987           |
| Stereopsis hiscens                         | (Berk. & Ravenel) D.A. Reid                 | 1965           |
| Stereopsis humphreyi                       | (Burt) Redhead & D.A. Reid                  | 1984           |
| Stereopsis malaiensis                      | D.A. Reid                                   | 1965           |
| Stereopsis mussooriensis                   | (Henn.) D.A. Reid                           | 1965           |
| Stereopsis pseudocupulata                  | Z.T. Guo                                    | 1987           |
| Stereopsis radicans                        | (Berk.) D.A. Reid                           | 1965           |
| Stereopsis raphiae                         | D.A. Reid                                   | 1965           |
| Stereopsis reidii                          | Losi & A. Gennari                           | 1997           |
| Stereopsis sparassoides                    | (D.A. Reid, K.S. Thind & Adlakha) D.A. Reid | 1965           |
| Stereopsis straminea                       | Ryvarden                                    | 1975           |
| Stereopsis vitellina (Gele grondkorstzwam) | (S. Lundell) D.A. Reid                      | 1965           |